# Digital Anvil
Digital Anvil war ein 1996 vom PC-Spieleentwickler Chris Roberts gegründetes PC-Spiele-Entwicklungsstudio mit Sitz in Austin, Texas. Es hat drei Videospiele für den PC und die Xbox auf den Markt gebracht, bevor es im Januar 2006 geschlossen wurde.

## Geschichte
Digital Anvil wurde 1996 von den Gebrüdern Chris und Erin Roberts gegründet, nachdem diese das Entwicklungsstudio Origin verlassen hatten, mit dem sie die erfolgreiche Wing-Commander-Serie herausgebracht hatten.
Zu Beginn arbeitete Digital Anvil an mehreren Projekten. Als Publisher für alle Projekte fand sich Microsoft. Die Entwicklung der Projekte verschlang jedoch Unsummen und führte in den Augen von Microsoft zu keinen nennenswerten Ergebnissen, weshalb zuerst ein Projekt namens „Loose Cannon“ beendet wurde, kurz darauf dann ein Weltraum-Echtzeit-Strategiespiel mit Namen „Conquest: Frontier Wars“, das jedoch später von den „Fever Pitch Studios“ aufgegriffen und 2001 fertiggestellt und von Ubisoft veröffentlicht wurde.
Im Jahr 2000 kam dann Digital Anvils erstes Spiel, das Weltraum-Action-Spiel „Starlancer“, auf den Markt, nach dessen Erscheinen Chris Roberts als „Wiederbeleber der Weltraum-Spiele“ gefeiert wurde, war es doch bereits fünf Jahre her, dass ein solches Spiel mit dem letzten Teil der „Wing-Commander“-Serie erschienen war.
Zu diesem Zeitpunkt lief bereits seit mehreren Jahren die Entwicklung von Roberts Traumprojekt, dem Weltraum-Spiel „Freelancer“. Bevor dieses fertiggestellt werden konnte, wurde Digital Anvil jedoch von Microsoft aufgekauft. Roberts verließ die Firma kurz darauf und stand für sein Projekt nur noch als Berater zur Verfügung. Durch Microsoft in dieser Zeit durchgeführte, grundlegende Änderungen sind im direkten Vergleich älterer Bilder und Videos des Spieles mit der Verkaufsversion deutlich zu sehen. Die Leitung des Projekts seitens Digital Anvil übernahm Jörg Neumann, der das Projekt unter Anleitung von Roberts fertigstellte. 2003 wurde Freelancer dann schließlich fertiggestellt, allerdings völlig anders als ursprünglich geplant.
Bis 2004 stellte Digital Anvil noch das Xbox-Spiel „Brute Force“ fertig, das zur Zeit der Übernahme durch Microsoft lediglich als „noch nicht veröffentlichtes Projekt für die Xbox“ erwähnt worden war.
Neben den veröffentlichten Spielen (siehe Tabelle) wurden zwei weitere Spiele angekündigt und auch teilweise entwickelt: Conquest: Frontier Wars, ein Command-&-Conquer-artiges Spiel im Weltraum, und Loose Cannon, ein Grand-Theft-Auto-artiges Spiel. Nachdem Digital Anvil von Microsoft aufgekauft worden war, gründeten einige Entwickler Fever Pitch Studios Inc und nahmen Conquest: Frontier Wars mit und stellten es dort fertig.
Anfang Dezember 2005 teilte Microsoft gegenüber GameSpot mit, dass die Mitarbeiter von Digital Anvil „neuverteilt“ werden und erklärte damit de facto die Schließung des Entwicklungsstudios. Alle Mitarbeiter sollen aber Arbeitsplätze bei den Microsoft Game Studios angeboten bekommen haben.

## Arbeiten
| Name        | VÖ-Jahr | Plattform | USK   |
| ----------- | ------- | --------- | ----- |
| Starlancer  | 2000    | PC        | ab 12 |
| Freelancer  | 2003    | PC        | ab 12 |
| Brute Force | 2004    | Xbox      | ab 16 |